# Prosetice
Prosetice (dříve Prasetice, německy Prasseditz) jsou částí města Teplice. Většina teplických lázní se nachází v prostoru mezi Proseticemi a centrem města.
Prosetice se nacházejí na jihovýchodním okraji Teplic, v údolí mezi kopci Českého středohoří. Po jejich okraji prochází železniční trať Lovosice – Teplice v Čechách a souběžně s ní silnice I/8 (E-55). Podél železniční trati se nachází část tvořená rodinnými domy a menšími cihlovými činžovními domy. Za ní leží sídliště tvořené panelovými domy z první poloviny osmdesátých let 20. století.
V roce 2011 zde trvale žilo 3 896 obyvatel. Prosetice jsou také název katastrálního území o rozloze 1,99 km².

## Historie
První písemná zmínka o Proseticích pochází z roku 1425. Úplný místopisný slovník Království Českého udává v roce 1895 99 domů, 141 Čechů a 1526 Němců. Prasetice byly v této době katastrální obcí. Byla zde plynárna, mlýn, papírna a továrna na knoflíky.

## Obyvatelstvo
|                                                                  | 1869 | 1880  | 1890  | 1900  | 1910  | 1921  | 1930  | 1950 | 1961 | 1970 | 1980 | 1991  | 2001  | 2011  |
| ---------------------------------------------------------------- | ---- | ----- | ----- | ----- | ----- | ----- | ----- | ---- | ---- | ---- | ---- | ----- | ----- | ----- |
| Obyvatelé                                                        | 511  | 1 436 | 1 680 | 1 812 | 1 783 | 1 539 | 1 542 | 959  | 929  | 844  | 828  | 4 370 | 4 402 | 3 896 |
| Domy                                                             | 54   | 85    | 99    | 103   | 115   | 116   | 132   | 177  | .    | 139  | 140  | 194   | 197   | 201   |
| Počet domů z roku 1961 je zahrnut v domech místní části Teplice. |      |       |       |       |       |       |       |      |      |      |      |       |       |       |

## Hospodářství a doprava

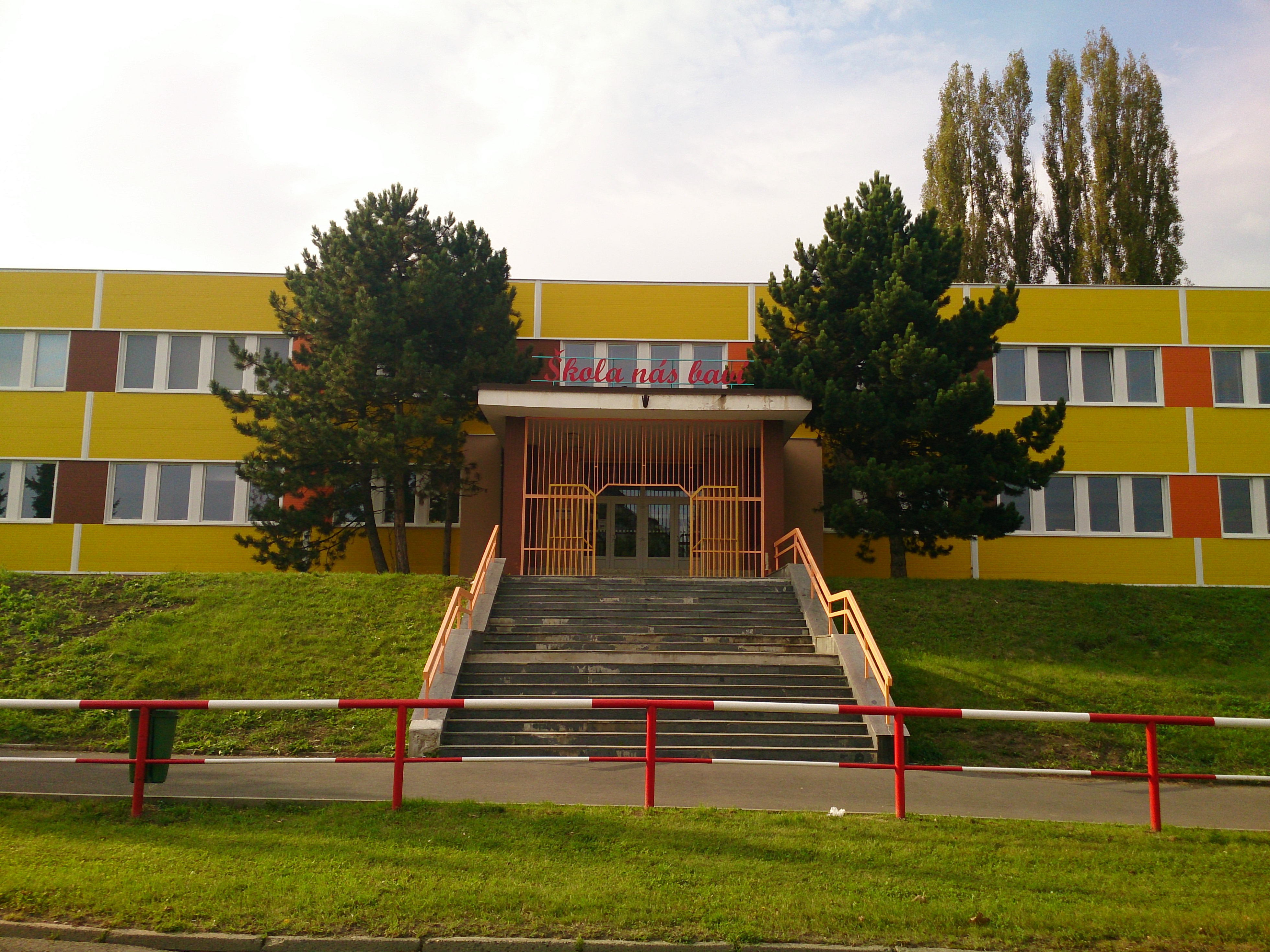
Základní škola Plynárenská

V Proseticích se nachází zdravotní středisko, základní škola, pobočka Regionální knihovny Teplice v budově základní školy, místní oddělení Policie České republiky a místní oddělení Městské policie Teplice. Městská policie zde provozuje také Útulek pro opuštěná zvířata.
Spojení městskou hromadnou dopravou z centra města obstarávají trolejbusy linek č. 103, 107 a 113, a autobusy linek 122 a 131. Trolejbusy zde mají tři zastávky s názvy: Prosetice-škola, Prosetice-sídliště a Prosetice (pro trolejbusy konečná). Autobusy mají krom těchto ještě další dvě zastávky mezi zastávkami Prosetice-sídliště a Prosetice, jsou to: Prosetice-plynárny a Prosetice-železniční zastávka; a dále pak pokračují do obcí za Teplicemi.